# Filiberto Frescot
Philibert (Filiberto) Frescot (pron. fr. AFI: [filibɛʁ fʁɛsko]) (Pont-Saint-Martin, 18 febbraio 1827 – Torino, 23 aprile 1911) è stato un ingegnere e politico italiano.
Fu senatore del Regno d'Italia nella XVI legislatura.

## Biografia
Figlio di Jean-Baptiste Frescot e di Charlotte Balzet, nacque a Pont-Saint-Martin il 18 febbraio 1827.
Laureatosi in ingegneria all'Università di Torino, si diede all'attività politica nelle file della Sinistra. 
Dal 1860 al 1911 fu Consigliere della Provinciale di Torino e dal 1889 al 1894 fu Presidente della Deputazione provinciale di Torino (1889-1894)
Dal 1870 al 1882 fu deputato alla Camera dei Deputati del Regno d'Italia (legislature XI, XII, XIII e XIV), venendo eletto nel Collegio di Aosta
Il 26 gennaio 1889 fu  nominato da Umberto I Senatore del Regno.

Capo dell'ufficio progetti della SFAI, Società per le Ferrovie dell'Alta Italia, nel 1884 fece costruire nelle officine di Torino una locomotiva innovativa, la prima con rodiggio 2.3.0, potenza di 650 cavalli e velocità massima di 80 km/h. Numerata 1181 fu dedicata a Vittorio Emanuele II e costruita poi in 54 esemplari; venne poi immatricolata dalle Ferrovie dello Stato come Gr. 650. La locomotiva è ora simbolo del Museo Ferroviario Piemontese; il logo scelto infatti rappresenta la locomotiva dell'ing. Filiberto Frescot.

Progettò il Traforo del Sempione inaugurato nel 1905. 
Fu collezionista d'arte e mecenate, venne eletto presidente della giuria di diverse esposizioni dei pittori impressionisti a Parigi. Alcuni dipinti della collezione di Frescot andarono dispersi dai suoi parenti, alcuni dei quali emigrarono negli USA, a New York, mentre altri dipinti, della ex collezione di Filiberto Frescot, sono stati ritrovati a Torino; tra questi "La belle ìle" di Camille Pissarro, opera inedita su cartone litografico, firmata, datata e siglata col marchio dell'Associazione "La pelle dell'Orso".